# Ayerbe

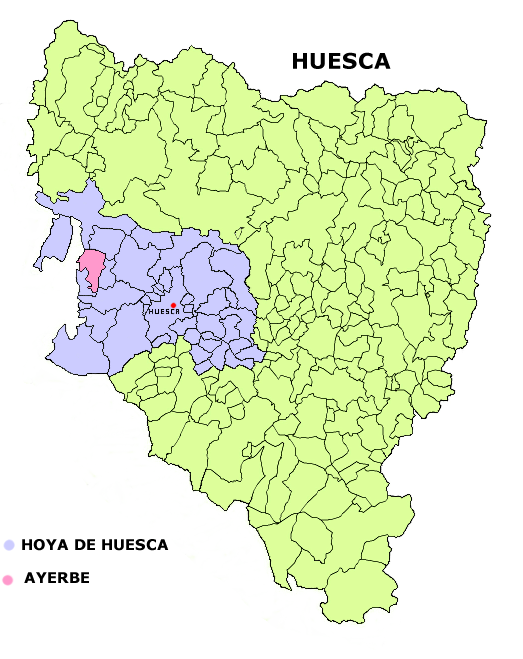
Localização de Ayerbe

Ayerbe é um município da Espanha na província de Huesca, comunidade autónoma de Aragão, de área 63,89 km² com população de 1111 habitantes (2007) e densidade populacional de 17,39 hab./km².

## Demografia
| Variação demográfica do município entre 1991 e 2005 | Variação demográfica do município entre 1991 e 2005 | Variação demográfica do município entre 1991 e 2005 | Variação demográfica do município entre 1991 e 2005 |
| --------------------------------------------------- | --------------------------------------------------- | --------------------------------------------------- | --------------------------------------------------- |
| 1991                                                | 1996                                                | 2001                                                | 2005                                                |
| 1209                                                | 1142                                                | 1110                                                | 1097                                                |